# Martha Gellhorn
Martha Ellis Gellhorn, född 8 november 1908 i Saint Louis, Missouri, död 15 februari 1998 i London, Storbritannien, var en amerikansk journalist, krigskorrespondent och författare. 
Gellhorn rapporterade från många av 1900-talets krig och konflikter: Spanska inbördeskriget, andra världskriget (inklusive landstigningen i Normandie och befrielsen av koncentrationslägret Dachau), finska vinterkriget, Myanmar, Vietnamkriget, israeliska sexdagarskriget och Bosnienkriget. Mellan 1930 och 1932 och bodde hon i Paris och engagerade sig i fredsrörelsen där. Sina erfarenheter om detta skildrar hon i boken What Mad Pursuit, som gavs ut 1934. Hon var bland andra gift med Ernest Hemingway 1940–1945. År 1999 instiftades journalistpriset The Martha Gellhorn Prize for Journalism till hennes minne.